# Myrheden, Skellefteå kommun
Myrheden är en by och mötesstation längs Stambanan genom övre Norrland belägen i Jörns socken i Skellefteå kommun i nordligaste Västerbotten strax norr om Byskeälven.
Här fanns tidigare ett stationshus av Byskemodellen som nu är rivet. Modellens namn kommer av att Myrhedens station från början planerades få namnet Byske.
Myrheden var (är) ett köldhål av rang och SMHI hade en egen väderstation utplacerad på orten. Det var ofta som väderleksrapporterna förkunnade att "kallast i landet i natt var Myrheden" och man ståtar med några köldrekord. Kallast i landskapet Västerbotten under modern tid var det i Myrheden med -45,6° den 10 januari 1950. Myrheden kan också ståta med det Svenska köldrekordet för oktober med -31,5° den 28 oktober 1968. Vidare har Myrheden Västerbottens i genomsnitt (1961–1990) lägsta medeltemperatur för januari månad, -15°. Myrhedens station är den nordligaste i Västerbotten och ligger i Byskeälvens dalgång nära Långträskåns mynning i älven. Långträskån passeras av stambanan omedelbart norr om norra bangårdsänden och Byskeälven strax söder om byn.
Stationen är också den första ursprungliga stationen norr om Jörn och den anlades omkring 1893. Runt stationen växte ett stationssamhälle upp. Här fanns en skola fram till mitten av 1980-talet. Bebyggelsen är koncentrerad på den sydöstra sidan av bangården samt längs landsvägen som följer Byskeälven och som korsar järnvägen vid banvaktstugan Byske älv söder om bangården. Idag har bangården två tågspår, men sannolikt har det funnits ytterligare spår förut. I Myrheden fanns också fram till i november 2011 ett vattentorn i tegel kvar på banans sydöstra sida norr om platsen där stationshuset stod. 